# USS Madison (DD-425)
«Медісон» (англ. USS Madison (DD-425) — військовий корабель, ескадрений міноносець типу «Бенсон» військово-морських сил США за часів Другої світової війни.
«Медісон» був закладений 19 вересня 1938 року на верфі Boston Navy Yard у Бостоні, де 20 жовтня 1939 року корабель був спущений на воду. 6 серпня 1940 року він увійшов до складу ВМС США.
Есмінець проходив службу у складі американських ВМС, за часів Другої світової війни брав активну участь у бойових діях на морі, бився у Північній Атлантиці, на Середземному морі, біля берегів Європи, супроводжував атлантичні та арктичні транспортні конвої, забезпечував висадку морських десантів у Північній Африці, в Італії, на півдні Франції; наприкінці війни брав участь у війні на Тихому океані
За проявлену мужність та стійкість у боях бойовий корабель нагороджений п'ятьма бойовими зірками.

## Історія служби

### 1942
28 квітня — 6 травня есмінець «Медісон» перебував у складі супроводження конвою PQ 15, що йшов до Росії під командуванням адмірала Д.Тові.

### 1944
10 березня 1944 року американський «Медісон» та британські «Бланкні», «Бленкатра», «Брекон», «Ексмур» і виявили неподалік від міста Остія та скоординованою атакою глибинними бомбами потопили U-450. Усі 42 члени екіпажу полонені.